# Lalibela
Lalibéla (amharsko ላሊበላ) je starodavno mesto v etiopski regiji Amhara in coni Severni Volo. Celotna Lalibela je veliko in pomembno mesto za antično, srednjeveško in postsrednjeveško civilizacijo Etiopije. Poleg Aksuma je najsvetejše mesto v sodobni Etiopiji in je romarsko središče velikega števila prebivalcev, kakor tudi celotne Afrike. Za razliko od glavnega svetega mesta so skoraj vsi prebivalci Lalibele pripadniki etiopske tevahedske pravoslavne cerkve.
Etiopija je bila ena najzgodnejših držav, ki je sprejela krščanstvo v prvi polovici 4. stoletja, njene zgodovinske korenine pa segajo v čas apostolov. Cerkve same izvirajo iz 7. do 13. stoletja in so tradicionalno datirane v obdobje vladavine kralja Zagve (Agav) Gebre Meskel Lalibela (vladal ok. 1181–1221).
Postavitev in imena večjih stavb v Lalibeli so na splošno sprejeta, zlasti s strani lokalne duhovščine, kot simbolna predstavitev Jeruzalema. Zaradi tega so nekateri strokovnjaki datirali sedanjo gradnjo cerkva v leta po tem, ko je leta 1187 muslimanski voditelj Saladin zavzel Jeruzalem.
Lalibela je približno 2500 metrov nad morsko gladino. Je glavno mesto Laste, ki je bila prej del okraja Bugna. V skalo vklesane cerkve so bile leta 1978 razglašene za Unescovo svetovno dediščino.

## Zgodovina

### Izvori
Obstaja nekaj polemik o tem, kdaj so bile nekatere cerkve zgrajene. Po lokalnem izročilu je bila Lalibela (tradicionalno znana kot Roha) ustanovljena v času rodbine Zagve, pod vladavino kralja Gebreja Meskela Lalibele (vladal približno 1181–1221 n. št.), čeprav je bolj verjetno, da so se cerkve razvile v svojo trenutno obliko v teku več faz gradnje in spreminjanja že obstoječih struktur. David Buxton je vzpostavil splošno sprejeto kronologijo, pri čemer je opozoril, da »dve od njih sledita, z veliko natančnostjo podrobnosti, tradiciji, ki jo predstavlja Debra Damo, kakor je bila spremenjena v Jemrahana Kristos.« Ker je čas, porabljen za izrezovanje teh struktur iz žive skale, je moralo trajati dlje kot nekaj desetletij vladavine Gebreja Meskela Lalibele, Buxton domneva, da se je delo razširilo v 14. stoletje. Vendar je David Phillipson, profesor afriške arheologije na Univerzi v Cambridgeu, predlagal, da so bile cerkve Merkorios, Gabriel-Rufael in Danagel sprva izklesane iz skale pol tisočletja prej, kot utrdbe ali druge stavbe palač med letoma 600 in 800 n. št., v dneh Aksumskega kraljestva, in da je Lalibelino ime preprosto postalo povezano z njimi po njegovi smrti. Po drugi strani lokalni zgodovinar Getačev Mekonen pripisuje Meskel Kibri, Lalibelovi ženi, da je dala zgraditi eno od v skalo vklesanih cerkva, Biete Abba Libanos, kot spomenik njenemu možu po njegovi smrti.
Nedavna arheološka izkopavanja v Lalibeli najdejo obilico lončenine in ostankov favne iz obdobja med letoma 900 in 1100 n. št., kar kaže na to, da je bilo mesto večinoma posvetna naselbina, preden ga je kralj Lalibela spremenil v versko središče. Predkrščanske izrezljane živalske frize so našli tudi na spodnjih stenah bližnje jame Vaša Mika'el, krščanske poslikave pa so bile naknadno dodane na zgornje stene, kar nakazuje, da je ta regija v tem času še vedno šla skozi proces pokristjanjevanja.

### 14. - 15. stoletje
Abuna Bartolomeo iz Egipta je obiskal cerkve nekje med vladavino Davita I. (1382–1413).
Njegovo ime je bilo prvič uporabljeno v evropski publikaciji na zemljevidu Fra Mauro, izdelanem v Benetkah 1457-59, napisanem kot Lalabeda.

### 16. stoletje
Portugalski duhovnik Francisco Álvares (1465–1540) je v 1520-ih spremljal portugalskega veleposlanika na obisku pri Davitu II. Potem ko je Alvares opisal edinstvene cerkvene strukture, je zapisal: »Utrujen sem od pisanja več o teh stavbah, ker se mi zdi, da mi ne bodo verjeli, če bom pisal več, ker me lahko glede tega, kar sem že napisal, obtožijo neresnice, zato prisežem pri Bogu, v čigar oblasti sem, da je vse, kar je napisano, resnica, in je veliko več od tega, kar sem napisal, in to sem pustil, da me ne bodo obdavčili s tem, da je laž nihče drug Portugalec ni šel na ta dela, razen mene, in glede na to, kar sem slišal o njih, sem šel dvakrat, prisežem pri Bogu, v čigar moči sem, da je vse, kar sem napisal, resnica. Čeprav je Ramuso vključil načrte več teh cerkva v svoj natis Álvaresove knjige leta 1550, ni znano, kdo mu je dal risbe.
Glede na Futuh al-Habaša Sihab ad-Din Ahmada je Ahmad ibn Ibrahim al-Ghazi požgal eno od cerkva v Lalibeli med svojo invazijo na Etiopijo. Sihab ad-Din Ahmad (arabski Fakih) je podal podroben opis v skalo vklesane cerkve: »Izklesana je bila iz gore. Njeni stebri so bili prav tako izrezani iz gore«. Ahmed je nato zbral menihe Lalibele in dal zakuriti ogenj v cerkvi ter jim rekel, »naj vstopi tja eden od vaših in eden od naših«. Nuna se je nato vrgla na ogenj, preden so jo Ahmadovi vojaki izvlekli. Vendar je Richard Pankhurst glede tega izrazil skepticizem in poudaril, da Kraljeve kronike, ki omenjajo, da je Ahmad al-Ghazi opustošil okrožje med julijem in septembrom 1531, molčijo o njegovem pustošenju po cerkvah. Zaključi z navedbo, da če bi Ahmad al-Ghazi zažgal cerkev v Lalibeli, je to najverjetneje Biete Medhane Alem; in če so se Adaliti zmotili ali zavedli domačini, potem je bila cerkev, ki jo je zažgal, Gannata Maryam, »16 km vzhodno od Lalibele, ki ima prav tako kolonado stebrov, izrezano iz gore«.
Naslednji obiskovalec Lalibele je bil Miguel de Castanhoso, ki je bil vojak pod poveljstvom Cristóvão da Game in je leta 1544 zapustil Etiopijo. Castanhoso pravi: »Tukaj so določene cerkve, izrezane iz žive skale, ki se pripisujejo angelom. delo se zdi nadčloveško, ker so, čeprav so velikosti velikih v tej državi, izkopane s svojimi stebri, oltarji in oboki, iz ene same skale, brez mešanice kakršnega koli zunanjega kamna. Mavri so prevzeli to deželo in so hoteli uničiti te cerkve, a niso mogli niti s palicami niti s smodnikom, ki so ga razstrelili v njih, ne da bi pri tem naredili kakšno škodo.

### 19. stoletje
Leta 1882 je francoski raziskovalec Achille Raffray v Lalibeli dobil etiopski rokopis, ki dodaja, da sta kralj Lalibela in njegova žena Meskal-Kebra pripeljala iz Aleksandrije (Egipt) in Jeruzalema okoli petsto delavcev, ki jih še danes imenujemo Evropejci, na čelu z nekdo po imenu Sidi-Meskal. Vendar pa je bil po mnenju Montija della Corteja (1940) Raffrayev prevod trijezičnega rokopisa skoraj popolnoma napačen. Z uporabo strokovnega znanja A. Van Lantschoota iz Biblioteca Vaticana so bila neskladja pojasnjena. Prvo besedilo, napisano v koptščini (v nasprotju z Raffrayjevo trditvijo o grščini), je kratka izjava, pripisana Abuni Bartolomeju, iz časa vladavine Davita (1380-1409). Drugo besedilo v arabščini služi kot zemljiška listina, ki potrjuje posebne pravice cerkve. Zdi se, da je bilo tretje besedilo v ge'ezu napisano med vladavino Lebne Dengel (1508-1540). V nasprotju z Raffrayjevimi trditvami v besedilih ni omembe Sidi-Maskala ali tujih gradbenikov.

### 20. stoletje
Med drugo italijansko-abesinsko vojno je Haile Selassie romal do cerkva v Lalibeli, pri čemer je obstajalo veliko tveganje, da ga bodo ujeli, preden se je vrnil v svojo prestolnico aprila 1936. Italijanske sile so kmalu zatem zavzele mesto.
Leta 1968 je Mohamed Reza Pahlavi v spremstvu cesarja Haileja Selassieja obiskal cerkve, naslednje leto pa sta Lalibelo obiskala tudi kraljica Juliana Nizozemska in princ Bernhard.
Med etiopsko državljansko vojno je bilo mesto tarča pogostih napadov Etiopskega ljudskega demokratičnega gibanja (EPDM), leta 1984 so za kratek čas zadržali deset tujcev v ujetništvu. 3. marca 1985 so za kratek čas ujeli posadko francoskega transportnega letala, ki je prevažalo zaloge, preden so jo nekaj dni kasneje izpustili. Ti napadi so občutno zmanjšali tuji turizem v Lalibelo in do leta 1990 so bili večina turistov Etiopijci.

### 21. stoletje
V začetku avgusta 2021 so borci Tigrajskih obrambnih sil zavzeli mesto med tigrajsko vojno kot odgovor na invazijo sil Amhare v regijo Tigraja. 1. decembra 2021 je etiopska vojska ponovno zavzela mesto. Mesto so ponovno zavzele tigrajske sile 12. decembra. 19. decembra so etiopski državni mediji objavili, da je bilo mesto drugič ponovno zavzeto, čeprav ni bilo jasno, kdaj.
V začetku novembra 2023 je bila Lalibela prizorišče hudih spopadov med Etiopskimi nacionalnimi obrambnimi silami (ENDF) in borci Fano. Mesto je trenutno pod etiopskim nadzorom.

## Legende
Mesto je po celem svetu znano zaradi obsega svojih enajstih monolitnih cerkva, ki so jih zgradili v času svetega Lalibele (1181–1221), člana kraljeve rodbine Zagva. Aksumska rodbina Zagve je vladala Etiopiji po opustošenju (verjetno judovsko-felaške, ali morda hamitsko agavske) kraljice Gudit (Jodit), hčerke napol legendarnega Gideona, ki je v 11.–12. stoletju hotela z območij ob Rdečem morju na severu države iztrebiti člane kraljeve Davidove hiše. Njene čete naj bi vdrle v aksumsko državo in zasedle Aksum. Navkljub lažnim mitom cerkve v Lalibeli niso zgrajene s pomočjo templjarjev in predstavljajo spomenike imenitnosti srednjeveške etiopske civilizacije. Po slogu so podobne drugim arhitekturnim dosežkom na etiopskem ozemlju. Poleg teh enajst cerkva, izklesanih iz žive skale, je v Etiopiji vsaj še 100 takšnih cerkva. Zaradi tega so bili graditelji vsekakor zelo izkušeni, četudi s preprostim orodjem. Nekateri nakazujejo na podrobnosti z nagrobnimi spomeniki v Egiptu, vklesanimi v skale, ter na nubijske templje v Abu Simbelu. Vse te stavbe imajo vklesane le fasade, notranji prostori pa so v pobočjih. Takšna je v Lalibeli le cerkev Aba Libanos, pri ostalih deset pa je okolica skalovja ločena. Po etiopski legendi naj bi cerkve zgradili angeli.
Med vladavino svetega Lalibele se je mesto imenovalo Róha. Kraljica Gudit je sem prenesla glavno mesto. Beseda »Lalibela« pomeni čebele priznajo njegovo nadoblast. Kralj je dobil ime po roju čebel, ki ga je ob rojstvu obkrožila. V tem je njegova mati videla znamenje za njegovo vladanje kot neguš negasti v prihodnosti. Imena več krajev v sodobnem mestu in splošna razporeditev monolitskih cerkva naj bi oponašala imena in vzorce, ki jih je sveti Lalibela kot mladenič opazoval v času svojega obiska Jeruzalema in Svete dežele. 

## Arhitektura
Arhitektura cerkva vsebuje pomembne aksumske vplive, kot ugotavlja Stuart Munro-Haj, da cerkev Biete Amanuel prikazuje kamnito imitacijo lesenih arhitekturnih elementov, ki jih je še vedno mogoče videti v nekaterih starodavnih cerkvah Tigraja in Eritreje. Uokvirjena vrata in okna se pojavljajo kot ponavljajoč se motiv, saj se zdi, da posnemajo obliko stel v Aksumu, primere je mogoče videti v arkadah Biete Gabriel-Rufael, vratih Biete Maryam in oknih Biete Amanuel. Vendar pa po besedah Davida Phillipsona prisotnost arhitekture aksumskega sloga ne pomeni nujno, da so bile cerkve zgrajene v obdobju Aksumskega raljestva saj bi lahko bile značilnosti vključene dolgo po padcu kraljestva, vendar kaže na močno kontinuiteto z aksumsko kulturo tradicija. Obstajajo tudi znaki vzhodnih krščanskih vplivov, zlasti sirskih in koptskih. Nagnjena streha in linearni profili Biete Maryam kažejo na sirski vpliv. Stuart Munro-Hay ugotavlja, da so se med vladavino Gebreja Meskela Lalibele številni koptski Egipčani izselili v Etiopijo in so morda pomagali pri gradnji cerkva ali vsaj tistih, ki segajo v njegovo vladavino. Številni tuji popotniki, kot sta Manuel de Almeida in Hiob Ludolf, so večino spomenikov pripisovali egiptovskim arhitektom, pri čemer je Francisco Álvares ugotovil, da so mnogi domačini menili, da so cerkve v glavnem delo tujcev. Vendar pa Stuart Munro-Hay trdi, da se zdi, da je bil tuji vpliv v veliki meri omejen na 'dekorativne tehnike', ker je bila arhitektura cerkva zgrajena v aksumskem slogu. David Buxton to nadalje potrjuje s tem, da poudarja, da »obstajajo jasni znaki koptskega vpliva v nekaterih dekorativnih podrobnostih«, vendar je neomajen glede avtohtonega izvora teh cerkva: »Toda pomembno dejstvo ostaja, da skalne cerkve še naprej sledijo slogu lokalnih zgrajenih prototipov, ki sami ohranjajo jasne dokaze o svojem v bistvu aksumskem izvoru.«
V poročilu o zgodovinskih bivališčih Lalibele iz leta 1970 je Sandro Angelini ocenil vernakularno zemeljsko arhitekturo na območju svetovne dediščine Lalibela, vključno z značilnostmi tradicionalnih zemeljskih hiš in analizo njihovega stanja ohranjenosti. Njegovo poročilo opisuje dve vrsti vernakularnih stanovanj, najdenih na tem območju. Ena vrsta je skupina, ki jo imenuje tukuli, okrogle koče, zgrajene iz kamna in običajno dvonadstropne. Drugi so enonadstropne stavbe čika, ki so okrogle in zgrajene iz zemlje in pletenja, kar meni, da odraža več pomanjkanja. Angelovo poročilo je vključevalo tudi popis tradicionalnih stavb Lalibele, ki jih je uvrstilo v kategorije, ki so ocenjevale njihovo stanje ohranjenosti.
- Tukul, dvonadstropna kamnita stavba
- Tukul prikazuje zunanje stopnice v drugo nadstropje
- Čika, stavba iz zemlje in pletera

## Cerkve
To podeželsko mesto je znano po vsem svetu po svojih cerkvah, izklesanih v zemlji iz »žive skale«, ki igrajo pomembno vlogo v zgodovini arhitekture v skalo. Čeprav datum cerkva ni dobro ugotovljen, se domneva, da je bila večina zgrajena v času vladavine Lalibele, in sicer v 12. in 13. stoletju. Unesco identificira 11 cerkva, razvrščenih v štiri skupine:
Severna skupina:
- Biete Medhane Alem (Hiša Odrešenika sveta), kjer je križ Lalibela.
- Biete Marjam (Hiša Mirjam/Marijina hiša), verjetno najstarejša med cerkvami in replika Adamovih in Kristusovih grobnic.
- Biete Golgotha Mikael (Hiša Golgote Mikael), znana po umetnosti in domnevno vsebuje grob kralja Lalibele)
- Biete Meskel (Križeva hiša)
- Biete Denagel (Hiša devic)

Zahodna skupina:
- Cerkev sv. Jurija velja za najlepše izdelano in najbolje ohranjeno cerkev

Vzhodna skupina:
- Biete Amanuel (Hiša Imanuel), verjetno nekdanja kraljeva kapela.
- Biete Kedus Mercoreus (hiša svetega Merkurja/hiša Marka Evangelista), ki je morda nekdanji zapor
- Biete Aba Libanos (Hiša opata Libanosa)
- Biete Gabriel-Rufael (hiša angelov Gabriela in Rafaela), verjetno nekdanja kraljeva palača, povezana s sveto pekarno.
- Biete Lehem (Betlehem, hebrejsko: בֵּית לֶחֶם 'Hiša kruha').

Dlje stran ležita samostan Ashetan Maryam in cerkev Yemrehana Krestos (verjetno enajsto stoletje, zgrajena na aksumitski način, vendar v jami).
Cerkve so tudi pomemben inženirski podvig, glede na to, da so vse povezane z vodo (ki polni vodnjake ob številnih cerkvah), pri čemer izkoriščajo arteški geološki sistem, ki vodo pripelje do vrha gorskega grebena, na katerem mesto počiva.

## Druge lastnosti
Lalibela je tudi dom letališča (ICAO koda HALL, IATA LLI), velika tržnica, dve šoli in bolnišnica.

## Demografija
Po podatkih popisa 2007 je bilo 17.367 prebivalcev, od tega 8112 moških in 9255 žensk.

## Galerija
- Bete Medhane Alem
- Bete Amanuel
- Obredni bobni v stranski skladbi Bete Giyorgis
- Bete Abba Libanos
- Bete Maryam
- Duhovnik s procesijskimi križi pri sv. Mariji
- Človek stoji ob obzidju Biete Medhane Alem, ki naj bi bila največja monolitna cerkev na svetu
- Geneta Marjam

Tridimenzionalni posnetki cerkva Lalibela so dostopni tudi na spletu.

## V popularni kulturi
Tananarive Due v romanu My Soul to Keep omenja Lalibelo kot "mesto duhovnikov in skalnih cerkva".
Lalibeli je posvečeno tudi kratko, a fascinantno poglavje reportažne knjige Ebano Ryszarda Kapuścińskega, ki jo je opredelil kot »enega od osmih čudes sveta in če ni, bi moralo biti«.